# Schönbühel-Aggsbach
Schönbühel-Aggsbach è un comune austriaco di 989 abitanti nel distretto di Melk, in Bassa Austria; ha lo status di comune mercato (Marktgemeinde). È stato istituito nel 1969 con la fusione dei comuni soppressi di Aggsbach Dorf e Schönbühel an der Donau; capoluogo comunale è Schönbühel an der Donau. Degno di nota il Castello di Aggstein.